# Mopleonus hirtus
Mopleonus hirtus là một loài bọ cánh cứng trong họ Elateridae. Loài này được Laurent miêu tả khoa học năm 1966.